# Papaléo Paes
João Bosco Papaléo Paes (Bélem, Pará, 27 de agosto de 1952 - Macapá, Amapá, 25 de junio de 2020) fue un médico y político brasileño que militó en diversos partidos políticos.

## Biografía
En 1990 fue candidato a la gobernadoria de Amapá por el PRONA, quedando en tercer lugar. En 1992 fue elegido alcalde de Macapá, capital del estado, por el PSDB, permaneciendo en el cargo hasta 1996. En 2000 vuelve a presentarse a la alcaldía de la capital estatal, esta vez por el PTB, siendo derrotado por João Henrique Rodrigues Pimentel por una diferencia de tan sólo 415 votos. Dos años después fue elegido senador, con un mandato previsto hasta 2011. En 2006 volvió a presentarse a las elecciones estatales de Amapá, consiguiendo el tercer lugar con el 3,61% de los votos, por detrás de João Capiberibe y Waldez Góes.
Falleció el 25 de junio de 2020 a los 67 años tras infectarse de coronavirus.